# Aphyllorchis
Aphyllorchis is een geslacht van terrestrische orchideeën uit India, Zuidoost-Azië en Australië.
Het zijn bladgroenloze epiparasieten die voornamelijk in het regenwoud voorkomen.

## Naamgeving en etymologie
De botanische naam Aphyllorchis is een samenstelling van Oudgrieks ἄφυλλος, aphullos (bladloos) en ὄρχις, orchis (teelbal, maar ook orchidee).

## Kenmerken
Aphyllorchis-soorten zijn kleine, bleke, terrestrische orchideeën. Ze bevatten geen bladgroen (achlorofyl) en zijn dus epiparasieten. De bloemstengel bezit geen groene bladeren, enkel kleurloze schutbladen. De wortels zijn verdikt en niet vertakt. 
De bloemen zijn geresupineerd, komen zelden volledig open en hebben een witte tot fletsgele kleur. Het bovenste kelkblad (sepaal) is breder, de andere kelkbladen en de kroonbladeren (petalen) zijn ongeveer gelijk van vorm. De lip is meestal in twee gedeeld, met een korte hypochiel en een drievoudig gelobde epichiel die beweeglijk verbonden zijn. Het gynostemium is dun, gebogen en onduidelijk gevleugeld.

## Habitat
Aphyllorchis-soorten komen voor op humusrijke bodems in laaggelegen, vochtige en schaduwrijke bossen, vooral in regenwouden.

## Voorkomen
Aphyllorchis komt voor in India, China, Zuidoost-Azië en Australië. 

## Verwantschap en soorten
Aphyllorchis is ondergebracht in de onderfamilie Epidendroideae, tribus Neottieae, samen met de meer bekende en ook in Europa voorkomende geslachten Epipactis (wespenorchissen), Cephalanthera (bosvogeltjes), Neottia en Limodorum.
Het geslacht telt 22 soorten. 
- Aphyllorchis acuminata  J.J.Sm. (1928)
- Aphyllorchis alpina  King & Pantl. (1898)
- Aphyllorchis angustipetala  J.J.Sm. (1928)
- Aphyllorchis annamensis  Aver. (1996)
- Aphyllorchis anomala  Dockrill (1965)
- Aphyllorchis caudata  Rolfe ex Downie (1925)
- Aphyllorchis elata  Schltr. (1911)
- Aphyllorchis evrardii  Gagnep. (1931)
- Aphyllorchis exilis  Schltr. (1921)
- Aphyllorchis gollanii  Duthie (1902)
- Aphyllorchis gracilis  Schltr. (1911)
- Aphyllorchis halconensis  Ames (1923)
- Aphyllorchis kemulensis  J.J.Sm. (1931)
- Aphyllorchis montana  Rchb.f. (1876)
- Aphyllorchis pallida  Blume (1825)
- Aphyllorchis queenslandica  Dockrill (1965)
- Aphyllorchis siantanensis  J.J.Sm. (1932)
- Aphyllorchis simplex  Tang & F.T.Wang (1951)
- Aphyllorchis spiculaea  Rchb.f. (1876)
- Aphyllorchis striata  (Ridl.) Ridl. (1907)
- Aphyllorchis sumatrana  J.J.Sm. (1922)
- Aphyllorchis torricellensis  Schltr. (1911)